# Bolimów (gemeente)
De gemeente Bolimów is een landgemeente in het Poolse woiwodschap Łódź, in powiat Skierniewicki.
De zetel van de gemeente is in Bolimów.
Op 30 juni 2004 telde de gemeente 4035 inwoners.

## Oppervlakte gegevens
In 2002 bedroeg de totale oppervlakte van gemeente Bolimów 112,21 km², waarvan:
- agrarisch gebied: 60%
- bossen: 34%

De gemeente beslaat 14,84% van de totale oppervlakte van de powiat.

## Demografie
Stand op 30 juni 2004:
| Omschrijving                   | Totaal | Totaal | Vrouwen | Vrouwen | Mannen | Mannen |
| ------------------------------ | ------ | ------ | ------- | ------- | ------ | ------ |
| eenheid                        | aantal | %      | aantal  | %       | aantal | %      |
| inwoners                       | 4035   | 100    | 2051    | 50,8    | 1984   | 49,2   |
| bevolkingsdichtheid (inw./km²) | 36     | 36     | 18,3    | 18,3    | 17,7   | 17,7   |

In 2002 bedroeg het gemiddelde inkomen per inwoner 1360,5 zł.

## Plaatsen
Bolimów, Bolimowska Wieś, Humin, Humin-Dobra Ziemskie, Jasionna, Joachimów-Mogiły, Józefów, Kęszyce-Wieś, Kolonia Bolimowska-Wieś, Kolonia Wola Szydłowiecka, Kurabka, Łasieczniki, Nowe Kęszyce, Podsokołów, Sierzchów, Sokołów, Wola Szydłowiecka, Wólka Łasiecka, Ziąbki, Ziemiary

## Aangrenzende gemeenten
Nieborów, Nowa Sucha, Puszcza Mariańska, Skierniewice, Wiskitki